# François Arago
 For alternative betydninger, se Arago. (Se også artikler, som begynder med Arago)
Dominique François Jean Arago (født 26. februar 1786 i Estagel ved Perpignan, hvor hans fader ejede et lille jordegods, død 2 oktober 1853 i Paris) var en fransk fysiker, astronom og politiker. 
Familien flyttede til Perpignan, hvor Arago kastede sig over studiet af matematikken for at komme på den polytekniske skole i Paris og derved hurtig nå at blive officer. Han blev optaget som elev i denne skole 1803, men 1805 blev han sekretær ved Bureau des longitudes, og derved blev hans løbebane foreløbig bestemt. Efter eget ønske blev han 1806 sammen med Jean-Baptiste Biot udsendt for at føre den store gradmåling, som Delambre og Méchain havde begyndt ved Dünkirchen, videre til øen Formentera. Under mange farer og eventyr blandt de urolige spaniere lykkedes det ham at nå ekspeditionens mål, idet han ved triangulation fik Ibiza og Mallorca forbundne med Formentera og med fastlandet. Medens han var på Mallorca, rejste øens beboere sig mod Napoleon, og sommeren 1808 måtte Arago flygte til Algier for at redde livet. Herfra sejlede han med en korsar ad Frankrig til; men skibet blev taget af en spansk krydser, og Arago kom i spansk fangenskab. Da spanierne efter nogen tids forløb måtte udlevere skibet, slap Arago fri. Han havde næsten nået Marseille, da storm drev skibet over til Afrika, og først 2. juli 1809 kom han til Frankrig. 
Sine optegnelser havde han imidlertid reddet, og Akademiet i Paris påskønnede det udførte arbejde ved i september at optage ham som medlem efter Lalandes død. Samme år fulgte han Monge som professor i analytisk geometri ved den polytekniske skole, hvilken stilling han opgav, efter at han 1830 var blevet Akademiets sekretær efter Fourier. Samme år blev han direktør for observatoriet i Paris, og han begyndte tillige sin politiske løbebane, idet han blev valgt ind i kamret som deputeret fra sin fødeegn. Han sluttede sig til yderste venstre og tog virksom del i Julirevolutionen. 1848 blev han medlem af den provisoriske regering, krigs- og marineminister, og i junidagene førte han tropperne mod barrikaderne. Men fra den tid af var hans kraft brudt; i kamret, hvor han før havde været en frygtet taler, holdt han sig tavs, og snart nødte en stærk synssvækkelse ham til også at opgive sine optiske arbejder. Han nægtede at aflægge ed til Napoleon III, men beholdt dog posten som direktør for observatoriet til sin død. 
Aragos første videnskabelige arbejder står i forbindelse med hans astronomiske og geodætiske virksomhed. I forening med Biot målte han for første gang forskellige luftarters lysbrydning, ligesom de til brug for højdemålinger med barometret bestemte luftens vægtfylde i forhold til kvægsølvets. Senere studerede han især lysets interferens og polarisation, hvorved han gjorde en mængde opdagelser, af hvilke må nævnes den kromatiske polarisation og polarisationsplanets drejning. Da Ørsted 1820 havde åbnet et helt nyt område for fysikken, vendte Arago sig til dette og fandt, at jern kan magnetiseres af den elektriske strøm. Et par år senere opdagede han, at en magnetnåls svingninger hurtig dæmpes, når nålen svinger over en metalplade; han tydede vel ikke fænomenet rigtig, men iagttagelsen blev Faradays udgangspunkt ved opdagelsen af induktionen (1831). Antallet af Aragos astronomiske, geodætiske og meteorologiske arbejder er meget betydeligt. Fra 1809 redigerede han Annales de physique et de chimie, og som medlem af længdebureauet deltog han i redaktionen af dets Annuaire og Connaissance de temps. Hans Astronomie populaire (Paris 1834-35, 4 bind) var frugten af en række populære foredrag, som han i en lang årrække holdt ved Observatoriet. I den populære fremstilling var han en mester, og den række biografier over afdøde medlemmer af Akademiet, han har skrevet, betragtes som mønstre både i form og indhold.